# Menger-Schwamm

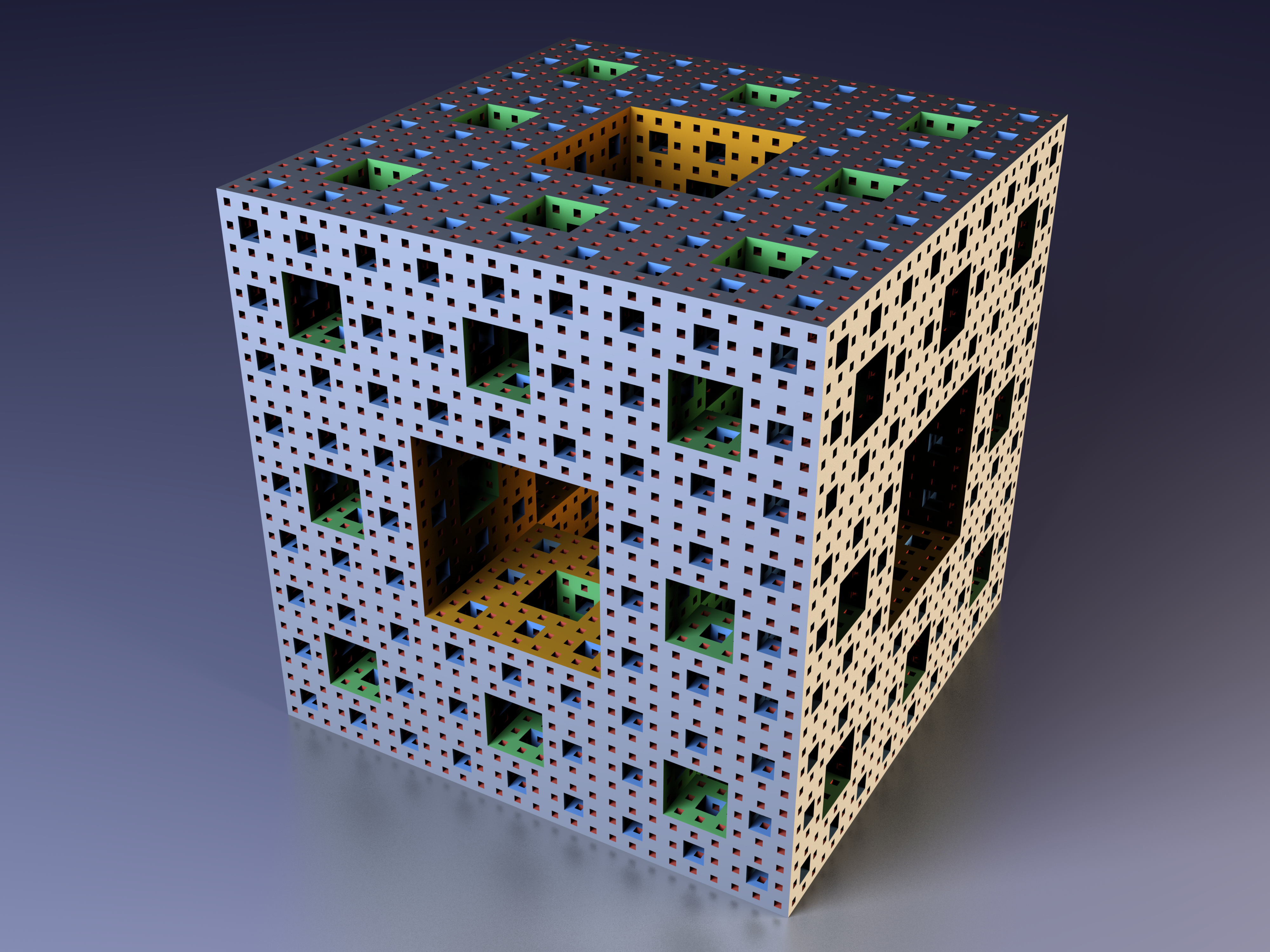
Menger-Schwamm nach dem 4. Iterationsschritt

Der Menger-Schwamm oder mengersche Schwamm (auch: Menger-Kurve) gehört wie das Sierpinski-Dreieck und die Koch-Kurve zu den Objekten der fraktalen Geometrie. Der nach Karl Menger benannte Schwamm wurde zum ersten Mal 1926 in seiner Arbeit über Dimensionalität von Punktmengen beschrieben. Der mengersche Schwamm ist eine dreidimensionale Entsprechung der Cantor-Menge und des Sierpinski-Teppichs.

## Formale Definition
Formal lässt sich ein Menger-Schwamm M auf folgende Weise definieren:
{\displaystyle M:=\bigcap _{n\in \mathbb {N} }M_{n}}
wobei M0 den Einheitswürfel bezeichnet und
{\displaystyle M_{n+1}:=\left\{{\begin{matrix}(x,y,z)\in \mathbb {R} ^{3}:&{\begin{matrix}\exists i,j,k\in \{0,1,2\}:(3x-i,3y-j,3z-k)\in M_{n}\\{\text{und höchstens eines aus }}i,j,k{\text{ hat den Wert 1}}\end{matrix}}\end{matrix}}\right\}}

## Konstruktion

Schrittweise Konstruktion des Menger-Schwamms

Überträgt man das Konstruktionsprinzip des Sierpinski-Teppichs auf einen Würfel, erhält man ein Gebilde, das einem Schwamm ähnelt.
So wird für die Konstruktion eines Sierpinski-Teppichs ein Quadrat – und anschließend analog jedes seiner Teilquadrate – in jeweils {\displaystyle 9=3\cdot 3} Teilquadrate zerlegt, woraufhin man eines dieser 9 Teilquadrate entfernt, was in den ersten fünf Iterationsstufen zu folgenden Ergebnissen führt:

Stufe 0
Stufe 1
Stufe 2
Stufe 3
Stufe 4
Stufe 5

Analog wird zur Konstruktion eines Menger-Schwamms ein Würfel – und nachfolgend jeder seiner Teilwürfel – in jedem Iterationsschritt in {\displaystyle 27=3\cdot 3\cdot 3} Teilwürfel zerlegt, woraufhin man hier sieben dieser 27 Teilwürfel wieder entfernt. Zusammenfassend lässt sich die Konstruktionsvorschrift des Menger-Schwamms damit wie folgt formulieren:
1. Startfigur ist ein Würfel.

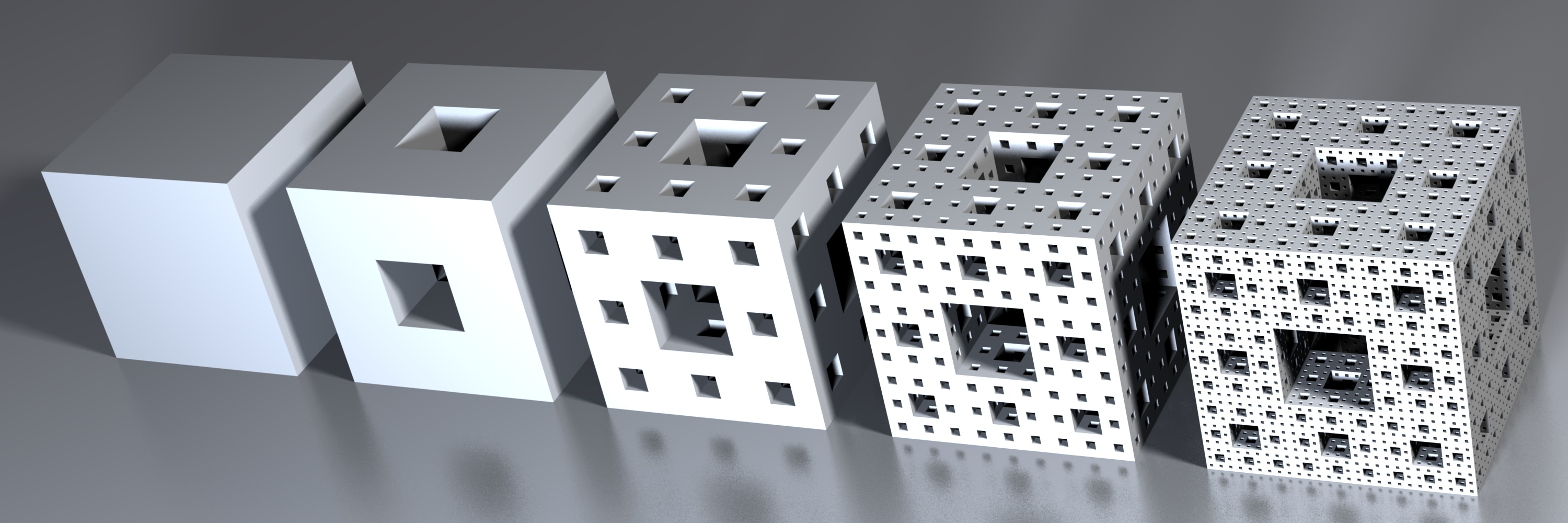
Entstehungsreihe des Menger-Schwamms vom Einheitswürfel bis zum 4. Iterationsschritt

2. Man unterteilt jede Oberfläche des Würfels in 9 Quadrate, diese unterteilen den Würfel in 27 kleinere Würfel, ähnlich dem Zauberwürfel.
3. Jeder Würfel in der Mitte jeder Oberfläche und der Würfel im Inneren des großen Würfels wird entfernt. Es verbleibt ein durchlöcherter Würfel, der aus 20 Würfeln mit jeweils {\displaystyle {\tfrac {1}{27}}} des Volumens des Ausgangswürfels besteht. Damit ist der neue Würfel der ersten Ordnung entstanden.
4. Die Schritte 1 bis 3 dieses Verfahren werden auf jeden verbleibenden kleineren Würfel angewendet.

Das sukzessive Fortfahren dieses Verfahrens führt mit jedem Iterationsschritt zur weiteren Aushöhlung des Würfels. Führt man das Verfahren unendlich weiter, ergibt sich das Fraktal Menger-Schwamm.

## Mathematische Zusammenhänge
Als klassisches Fraktal ist der Menger-Schwamm ein Musterbeispiel für exakte Selbstähnlichkeit: Die in jedem Schritt erzeugten Teilwürfel enthalten verkleinerte exakte Kopien des gesamten Fraktals. Eine passende Skalierung eines beliebigen würfelförmigen Teils des Fraktals erscheint wie das Gesamtobjekt selbst. Es ist somit skaleninvariant.
Nach {\displaystyle k} Iterationsschritten bleiben {\displaystyle 20^{k}} Teilwürfel gleicher Seitenlänge übrig und es werden {\displaystyle {\tfrac {20^{k}-1}{19}}} Würfel verschiedener Seitenlänge entfernt.
Die folgende Tabelle zeigt die Anzahlen der verschiedenen Teilwürfel des Menger-Schwamms nach {\displaystyle k} Iterationsschritten für {\displaystyle k\leq 4}:
| Anzahl der Teilwürfel | Anzahl der Teilwürfel | Anzahl der Teilwürfel | Anzahl der Teilwürfel | Anzahl der Teilwürfel |
| Iterationsschritt     | übriggeblieben        | neu gelöscht          | insgesamt gelöscht    | insgesamt             |
| --------------------- | --------------------- | --------------------- | --------------------- | --------------------- |
| k                     | 20k                   | 20k − 1               | (20k − 1) / 19        | (20k + 1 − 1) / 19    |
| 0                     | 1                     | 0                     | 0                     | 1                     |
| 1                     | 20                    | 1                     | 1                     | 21                    |
| 2                     | 400                   | 20                    | 21                    | 421                   |
| 3                     | 8000                  | 400                   | 421                   | 8421                  |
| 4                     | 160000                | 8000                  | 8421                  | 168421                |

### Volumen und Oberfläche
Allgemein gilt für den Menger-Schwamm, dass er nach {\displaystyle k} Iterationsschritten aus {\displaystyle N_{k}=20^{k}} einzelnen Würfeln der entsprechenden Iterationsstufe besteht. Anders ausgedrückt erhält man 20 Kopien des Würfels bei Reduzierung der Kantenlänge auf {\displaystyle {\tfrac {1}{3}}}. Die Seite des jeweils ausgehöhlten Würfels beträgt in Abhängigkeit vom Iterationsschritt {\displaystyle L_{k}=({\tfrac {1}{3}})^{k}}. Daraus leitet sich das Volumen für den Menger-Schwamm nach dem Iterationsschritt {\displaystyle k} ab: {\displaystyle V_{k}=L_{k}^{3}N_{k}=({\tfrac {20}{27}})^{k}}. Durch die fortwährende Aushöhlung konvergiert das Volumen im Grenzfall {\displaystyle k\to \infty } gegen 0, während die Oberfläche {\displaystyle O_{k}={\tfrac {1}{9}}\cdot ({\tfrac {20}{9}})^{k-1}(40+80({\tfrac {2}{5}})^{k})} für {\displaystyle k\to \infty } gegen unendlich strebt. Die Konvergenzgeschwindigkeit ist dabei vergleichsweise schnell. Bereits ab dem 16. Konstruktionsschritt sind nur noch weniger als 1 Prozent des Volumens vom Einheitswürfel M0 vorhanden.

### Fraktale Dimension
Der genaue Wert der Hausdorff-Dimension des Menger-Schwamms ergibt sich aus der Definition:
{\displaystyle D=-\lim _{k\rightarrow \infty }{\frac {\log(N_{k})}{\log(L_{k})}}={\frac {\log(20)}{\log(3)}}\approx 2{,}727}
Der „Körper“ des Menger-Schwamms besitzt demnach eine Hausdorff-Dimension kleiner als 3 im Gegensatz zu nicht-fraktalen, tatsächlich dreidimensionalen Körpern, während gleichzeitig seine Oberfläche eine Hausdorff-Dimension größer als 2 besitzt – im Gegensatz zur zweidimensionalen Oberfläche nicht-fraktaler Körper. Oder anders ausgedrückt: Der Menger-Schwamm ist ein Gebilde, das eine fraktale Dimension besitzt, die zwischen einer zweidimensionalen Fläche und einem dreidimensionalen Würfel liegt.

### Zusammenhang mit dem Würfelgitter

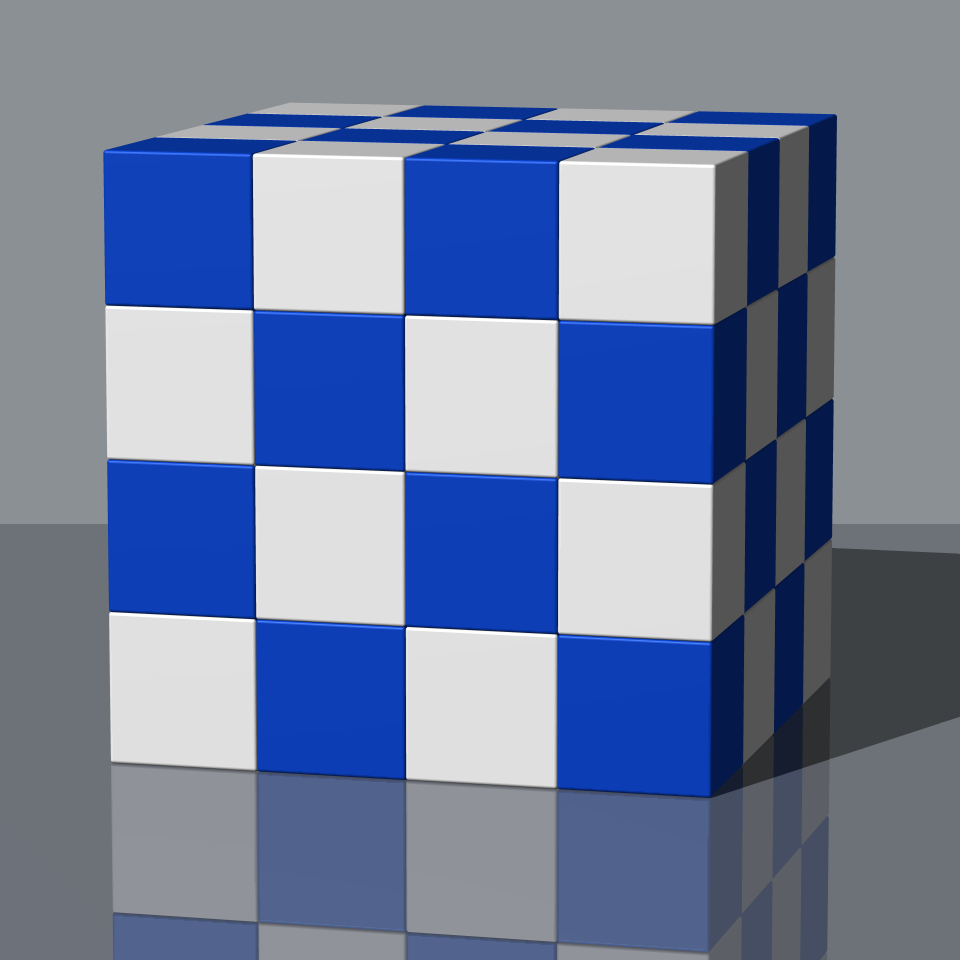
Das Würfelgitter, eine Raumfüllung

Der Menger-Schwamm steht im Zusammenhang mit dem Würfelgitter, das den euklidischen Raum vollständig mit kongruenten Würfeln ausfüllt (siehe Abbildung). Dieses Würfelgitter ist spiegelsymmetrisch, punktsymmetrisch, drehsymmetrisch und translationssymmetrisch und eine regelmäßige dreidimensionale Parkettierung (Raumfüllung).
Das Würfelgitter ist eine feinere Zerlegung des Menger-Schwamms nach dem Iterationsschritt {\displaystyle k}. Dabei werden die gelöschten Würfel des Iterationsschritts {\displaystyle i}, deren Kantenlänge um den Faktor {\displaystyle 3^{k-i}} größer als die Kantenlänge der übriggebliebenen Würfel ist, jeweils in {\displaystyle (3^{k-i})^{3}=27^{k-i}} kongruente Würfel mit dieser Kantenlänge zerlegt. Das äußere Gebiet, das theoretisch ins Unendliche des dreidimensionalen Raums geht, wird ebenfalls in solche Würfel zerlegt. Der Menger-Schwamm nach dem Iterationsschritt {\displaystyle k} überdeckt ziemlich offensichtlich {\displaystyle 27^{k}} Würfel des Würfelgitters.

## Eigenschaften
Jede Seitenfläche des Menger-Schwamms ist ein Sierpinski-Teppich. Außerdem ergibt der Schnitt des Gebildes mit einer Diagonalen oder Mittellinie der Seitenfläche des Einheitswürfels M0 die Cantor-Menge. Als Schnittmenge abgeschlossener Mengen handelt es sich beim Menger-Schwamm topologisch betrachtet um eine abgeschlossene Menge, und nach dem Überdeckungssatz von Heine-Borel ist diese auch kompakt. Er ist außerdem überabzählbar und sein Lebesgue-Maß ist 0.
Menger zeigte 1926, dass die Lebesgue’sche Überdeckungsdimension des Schwamms zur entsprechenden Kurve gleich ist. Sie ist damit eine sogenannte räumliche Universalkurve und ist in der Lage, sämtliche Kurven mit einer Dimension ≥3 darzustellen (→ Homöomorphismus). Beispielsweise lassen sich damit Geometrien der Schleifenquantengravitation in einen Menger-Schwamm einbetten.
Der Menger-Schwamm besitzt eine selbstähnliche Struktur.

## Universalität
Die Menger-Kurve ist die universelle Kurve, d. h., jeder eindimensionale kompakte metrische Raum lässt sich in die Menger-Kurve einbetten.

## Bedeutung in der Gruppentheorie
In der Geometrischen Gruppentheorie definiert man zu jeder endlich erzeugten Gruppe eine Metrik auf dem Cayley-Graphen und, falls die Gruppe wort-hyperbolisch ist, den „Rand im Unendlichen“ des Graphen. Viele Eigenschaften endlich erzeugter unendlicher Gruppen lassen sich aus diesem Rand im Unendlichen ableiten.
Dahmani, Guirardel und Przytycki haben (aufbauend auf Ergebnissen von Kapovich und Kleiner) bewiesen, dass in gewissem Sinne fast alle endlich erzeugten Gruppen als Rand den Menger-Schwamm haben.
Um dieses Ergebnis präzise zu formulieren, braucht man zunächst den Begriff der „überwältigenden Wahrscheinlichkeit“. Dieser ist wie folgt definiert.
Zu einer Zahl {\displaystyle d} mit {\displaystyle 0<d<1} betrachte man alle Gruppen mit {\displaystyle n} Erzeugern und (höchstens) {\displaystyle dL} Relationen der Länge (höchstens) {\displaystyle L}. Eine Eigenschaft {\displaystyle P} trifft (für das gewählte {\displaystyle d}) mit überwältigender Wahrscheinlichkeit zu, wenn für jedes {\displaystyle n} gilt: für {\displaystyle L\to \infty } geht der Anteil der Gruppen mit der Eigenschaft {\displaystyle P} gegen 100 %.
Mit dieser Definition kann man dann Wahrscheinlichkeitsaussagen über Gruppen formulieren und beweisen.
Gromow hat bewiesen, dass man für {\displaystyle d>{\tfrac {1}{2}}} mit überwältigender Wahrscheinlichkeit die triviale Gruppe oder Z/2Z (die Gruppe mit 2 Elementen) bekommt. Deshalb betrachtet man in der Theorie der zufälligen Gruppen nur den Fall {\displaystyle d<{\tfrac {1}{2}}}.
Für {\displaystyle d<{\tfrac {1}{2}}} bekommt man nach Gromow mit überwältigender Wahrscheinlichkeit eine hyperbolische Gruppe {\displaystyle G} mit kohomologischer Dimension {\displaystyle cd(G)=2} und deshalb eindimensionalem Rand.
Für eindimensionale Ränder hyperbolischer Gruppen gibt es nach einem Satz von Kapovich-Kleiner nur 3 Möglichkeiten: den Kreis, den Sierpinski-Teppich oder den Menger-Schwamm. Die ersten beiden Möglichkeiten kommen nach Ergebnissen von Kapovich-Kleiner und Dahmani-Guirardel-Przytycki „mit überwältigender Wahrscheinlichkeit“ nicht vor, weshalb also im einzig interessanten Fall {\displaystyle d<{\tfrac {1}{2}}} der Rand mit überwältigender Wahrscheinlichkeit ein Menger-Schwamm ist.